# 寶石海豬魚
寶石海豬魚，為輻鰭魚綱鱸形目隆頭魚亞目隆頭魚科的其中一種，分布於西印度洋區，包括馬達加斯加、模里西斯、莫三比克南部及南非海域，棲息深度5-15公尺，體長可達14公分，棲息在海藻生長的礁石區海域，生活習性不明。